# Nwanneka Okwelogu
Nwanneka Okwelogu (née le 5 mai 1995) est une athlète nigériane, spécialiste du lancer du disque. 

## Biographie
Elle remporte la médaille d'or du lancer du disque lors des championnats d'Afrique 2016, à Durban, en portant son record personnel à 56,75 m, et l'argent au poids.

### Palmarès
| Date | Compétition            | Lieu      | Résultat | Épreuve          | Performance |
| ---- | ---------------------- | --------- | -------- | ---------------- | ----------- |
| 2014 | Championnats d'Afrique | Marrakech | 2e       | Lancer du disque | 51,66 m     |
| 2016 | Championnats d'Afrique | Durban    | 1re      | Lancer du disque | 56,75 m     |
| 2016 | Championnats d'Afrique | Durban    | 2e       | Lancer du poids  | 17,07 m     |

### Records
| Épreuve          | Performance | Lieu         | Date         |
| ---------------- | ----------- | ------------ | ------------ |
| Lancer du disque | 56,75 m     | Durban       | 24 juin 2016 |
| Lancer du poids  | 17,91 m     | Jacksonville | 28 mai 2016  |